# Alfa Romeo 166
El Alfa Romeo 166 (Proyecto 936) es un automóvil del segmento E producido por el fabricante italiano Alfa Romeo entre los años 1998 y 2007. Diseñado en 1997 por Walter de Silva, del Centro Stile Alfa Romeo de Arese, es el modelo sucesor del Alfa Romeo 164.
Mecánicamente disponía de tracción delantera, motores de 4 y 6 cilindros en gasolina y de 5 cilindros en turbodiésel. Podía montar una caja de cambios automática de 4 velocidades.
En 2004 se introdujo un reestilizado del frontal, con la inclusión de la típica calandra de Alfa Romeo. Se introdujeron algunos elementos de equipamiento nuevos, una caja de cambios manual de 6 velocidades, se cambió el motor de gasolina de 3.0 litros por uno de 3.2 l más potente, y el motor 2.4 turbodiésel se potenció hasta los 185 CV.
Tomó algunos elementos de diseño del Alfa Romeo 156: El trazo de los laterales, la junta que permite a la luneta trasera estar al mismo nivel que la vertical de las ventanillas, y la forma de los pilotos traseros. 
Técnicamente, el 166 presentaba una serie de novedades mecánicas que merece la pena destacar, como la suspensión delantera elevada en triángulo y la suspensión trasera multibrazo, junto a otras como intermitentes traseros con led, y un motor de gasolina de 2.0 litros con distribución variable, variador de fase y árboles de equilibrado contrarrotantes, GPS y faros de xenón.

## Motores
Contó con 4 motorizaciones de gasolina entre 155 CV y 240 CV y una motorización diésel de 5 cilindros que variaba entre 136 CV y 185 CV.
- 2.0 TS - 1970cc - 4 cilindros en línea - 155CV - 213 km/h
- 2.0 V6 TB - 1996cc - 6 cilindros en V y Turbo - 205CV - 240 km/h
- 2.5 V6 24v - 2492cc - 6 cilindros en V - 190CV - 225 km/h
- 3.0 V6 24v - 2959cc - 6 cilindros en V - 226CV - 243 km/h
- 3.2 V6 24v - 3179cc - 6 cilindros en V - 240CV - 245 km/h
- 2.4 JTD - 2397cc - 5 cilindros Turbodiesel - 136CV - 205 km/h
- 2.4 JTD - 2397cc - 5 cilindros Turbodiesel - 140CV
- 2.4 JTD - 2397cc - 5 cilindros Turbodiesel - 150CV
- 2.4 JTDm - 2397cc - 5 cilindros Turbodiesel - 175CV
- 2.4 JTDm - 2397cc - 5 cilindros Turbodiesel - 185CV - 222 km/h